# فهم زبان‌های طبیعی

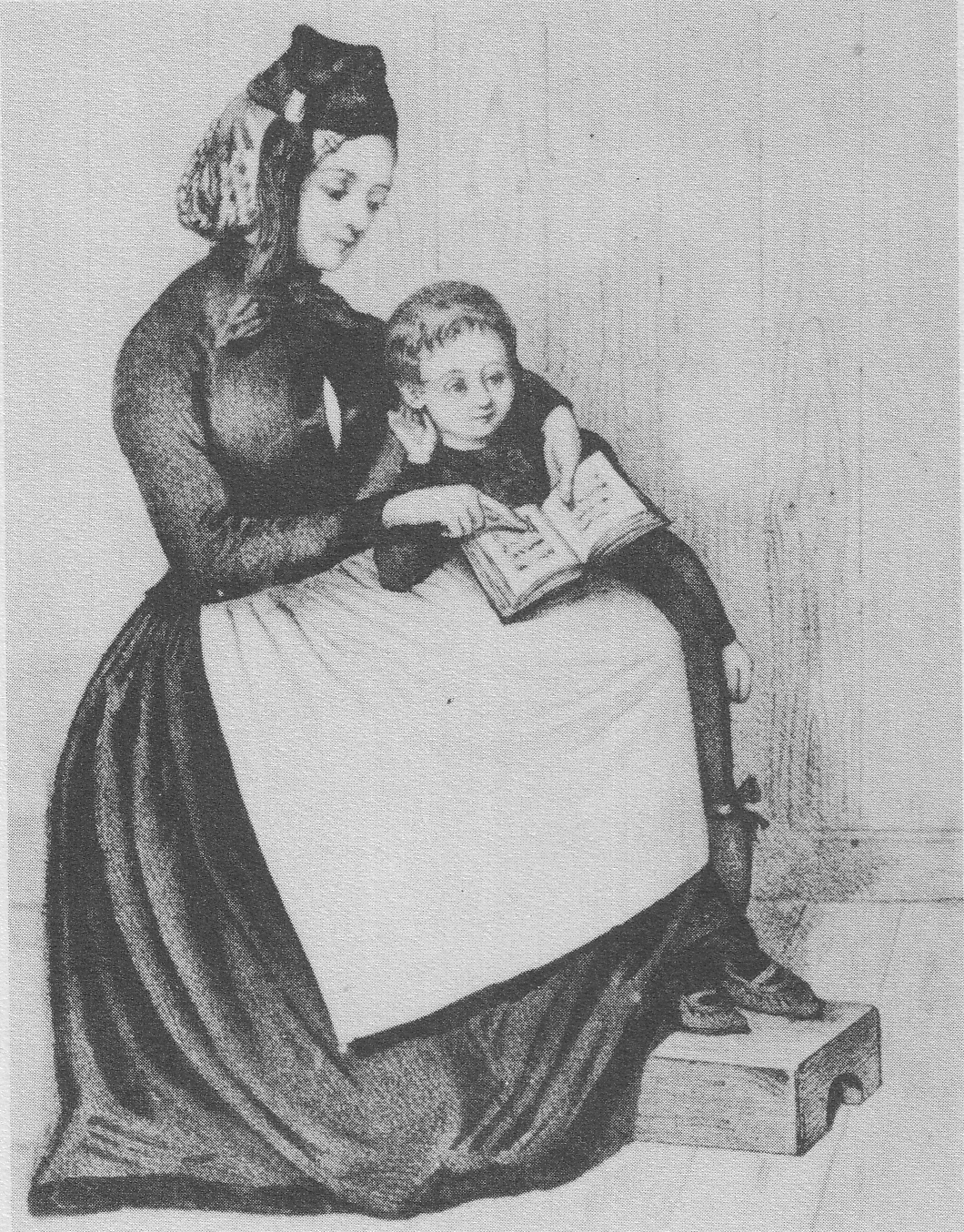
زنی با لباس سنتی ایسلندی به کودک خواندن آموزش می دهد.

فهم زبان‌های طبیعی به صورت خلاصه NLU یا تفسیر زبان‌های طبیعی به صورت خلاصه NLIزیرشاخه‌ای از پردازش زبان‌های طبیعی در ساخت هوش مصنوعی است؛ که در زمینهٔ درک مطلب در ماشین‌ها کار می‌کند. فهم زبان‌های طبیعی در ردهٔ سخت‌ترین مسائل هوش مصنوعی دانسته می‌شود.
از دید تجاری تمایل زیادی به کار در این زمینه وجود دارد. این تمایل از کاربردهای عملی این فناوری ناشی می‌شود؛ برای نمونه می‌توان به کاربرد در استدلال خودکار، ترجمه ماشینی، دسته‌بندی اسناد، جمع‌آوری خبر، پاسخ به پرسش‌ها، فعال سازی با کمک صدا، فهرست بندی و تحلیل محتوا در ابعاد بزرگ اشاره کرد.
فرآیند فهم زبان‌های طبیعی در اصل پس-پردازش یک نوشته‌ است، پس از آنکه الگوریتم‌های پردازش زبان‌های طبیعی روی آن نوشته انجام شد (مانند شناسایی بخش‌های گوناگون یک سخنرانی). NLU معمولاً پس از پردازش زبان‌های طبیعی (NLP) بر روی داده انجام می‌شود تا معنی و مفهوم تکه‌های متن را پیدا کند و مثلاً مقصود گوینده را در فرمان‌های صوتی پیدا کند. معمولاً مورد تحلیل خود توسط ابزارهای تشخیص مانند بازشناسی گفتار به‌دست می‌آید. NLU معمولاً ساختاری از مفاهیم (ontology) مربوط به محصول مورد نظر دارد تا بتواند با استفاده از آن مقصود نویسنده یا خواننده را پیدا کند.

## پیشینه
برنامهٔ دانش آموز یا STUDENT یکی از نخستین تلاش‌هایی است که برای فهم یک زبان طبیعی توسط رایانه صورت گرفت. این برنامه را دنیل بابرا برای پایان‌نامه دکتری اش در MIT نوشت. هشت سال پس از او جان مک‌کارتی نشان داد که چگونه می‌توان کاری کرد که رایانه زبان جبری را درک کند.